# Gossypioides
Gossypioides är ett släkte av malvaväxter. Gossypioides ingår i familjen malvaväxter.
Kladogram enligt Catalogue of Life:
| Gossypioides | \| \| Gossypioides brevilanatum \| \| \| \| \| \| Gossypioides kirkii \| \| \| \| |
|              | \| \| Gossypioides brevilanatum \| \| \| \| \| \| Gossypioides kirkii \| \| \| \| |
|              | Gossypioides brevilanatum                                                         |
|              |                                                                                   |
|              | Gossypioides kirkii                                                               |
|              |                                                                                   |